# Gerard Thoolen

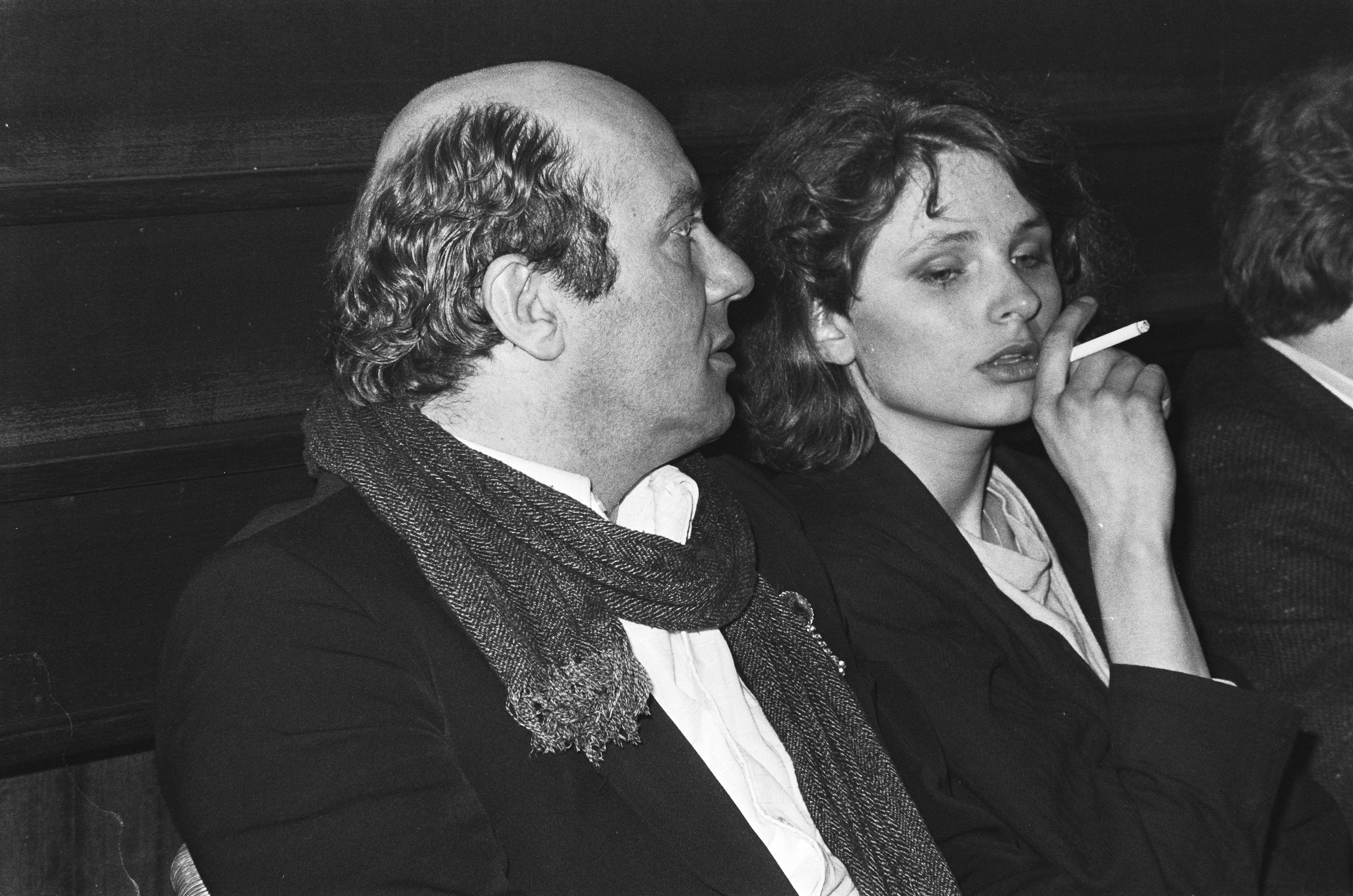
Thoolen en Ester Spitz (1985)

Gerardus Bernardus Marie Cornelis (Gerard) Thoolen (Oss, 14 februari 1943 – Amsterdam, 12 oktober 1996) was een Nederlands toneel- en filmacteur.

## Biografie
Thoolen werd afgewezen voor de toneelschool. In 1970 kwam hij terecht bij het experimentele Werkteater. In 1980 speelde hij zeer succesvol zijn eerste filmhoofdrol in Het teken van het beest. Daarna maakte hij definitief de overgang naar film en won in 1984 twee Gouden Kalveren voor zijn rollen in De mannetjesmaker en De illusionist. Hij speelde niet alleen in Nederlandse films, maar ook in films van de Britse regisseur Peter Greenaway, A zed and two noughts en Prospero's Books. In 1989 speelde hij de rol van kolonel Viljoen in de Amerikaanse film A dry white season van regisseur Euzhan Palcy met onder anderen Marlon Brando.
Thoolen overleed op 12 oktober 1996, 53 jaar oud, aan de gevolgen van aids. Hij ligt begraven op Begraafplaats Zorgvlied in Amsterdam. Vroegere collega's van Het Werkteater droegen zijn kist naar het graf.
In 2003 maakte Pieter Verhoeff (die ook Het teken van het beest heeft geregisseerd) de documentaire Alles komt ergens van over Thoolen. In deze documentaire komen collega's, vrienden en familie aan het woord. Het beeld dat naar voren komt, is dat Thoolen een zeer begaafd acteur was, maar als persoon lang niet altijd even opgewekt: hij had een bipolaire stoornis.

## Prijzen
- 1984 - Gouden Kalf voor De mannetjesmaker
- 1984 - Gouden Kalf voor De illusionist
- 1985 - Beste acteur op het internationaal filmfestival van Taormina voor De ijssalon